# 张仲虑
张仲虑，南北朝时北魏官员，太原郡中都县（今山西省平遥县）人。
张仲虑是张伟的儿子，太和初年，暂任给事中、高丽副使，不久后又暂任散骑常侍、高丽使。后来出任为章武郡太守，加宁远将军。他的弟弟张仲继，学问有父风，善于《三仓》（李斯《仓颉篇》赵高《爰历篇》胡母敬《博学篇》）《尔雅》《杜林》之学。太和年间，官至侍御长，因事流放西裔，途中去世。